# Paleogaudryina
Paleogaudryina es un género de foraminífero bentónico de la subfamilia Verneuilinoidinae, de la familia Verneuilinidae, de la superfamilia Verneuilinoidea, del suborden Verneuilinina y del orden Lituolida. Su especie tipo es Paleogaudryina magharaensis. Su rango cronoestratigráfico abarca desde el Calloviense (Jurásico medio) hasta el Kimmeridgiense (Jurásico superior).

## Discusión
Clasificaciones previas incluían Paleogaudryina en el suborden Textulariina del orden Textulariida, o en el orden Lituolida sin diferenciar el suborden Verneuilinina.

## Clasificación
Paleogaudryina incluye a la siguiente especie:
- Paleogaudryina magharaensis